# Linas Kukuraitis
Linas Kukuraitis (ur. 22 maja 1978 w Poniewieżu) – litewski działacz społeczny i nauczyciel akademicki, w latach 2016–2020 minister pracy i opieki socjalnej, poseł na Sejm Republiki Litewskiej.

## Życiorys
Absolwent wydziału filozoficznego Uniwersytetu Wileńskiego, na którym specjalizował się w zagadnieniach z zakresu pracy socjalnej. Został nauczycielem akademickim na macierzystej uczelni. Do 2016 pełnił funkcję dyrektora Caritasu w archidiecezji wileńskiej.
13 grudnia 2016 w nowo utworzonym gabinecie Sauliusa Skvernelisa z rekomendacji Litewskiego Związku Rolników i Zielonych objął stanowisko ministra pracy i opieki socjalnej. W wyborach w 2020 z ramienia LVŽS uzyskał mandat posła na Sejm Republiki Litewskiej. 11 grudnia tegoż roku zakończył pełnienie funkcji ministra. We wrześniu 2021 znalazł się w grupie posłów LVŽS, którzy ogłosili odejście z frakcji i współtworzenie nowego klubu deputowanych. Związał się z nowo powstałym ugrupowaniem Związek Demokratów „W imię Litwy”. Został przewodniczącym jego struktur w rejonie wileńskim. W 2024 z ramienia tej partii utrzymał mandat deputowanego na kolejną kadencję.

## Życie prywatne
Deklaruje się jako praktykujący katolik. Jego żoną jest Rima Kukuraitienė; ojciec pięciorga dzieci.